# Rhabdomys dilectus
Rhabdomys dilectus is een knaagdier uit het geslacht streepmuizen (Rhabdomys) dat voorkomt van Oost-Oeganda en Kenia tot het oosten van Zuid-Afrika, met een geïsoleerde populatie in Angola. In het zuiden van de verspreiding (ten zuiden van de Zambezi) leeft het dier in natte graslanden en savannes, in het noorden komt hij alleen voor in geïsoleerde bergsavannes. Tot 2003 werd deze soort als dezelfde soort beschouwd als de streepmuis (R. pumilio), die in drogere gebieden in het zuidwesten voorkomt, maar genetische gegevens geven grote verschillen tussen de twee soorten aan. Ook heeft R. dilectus een donkerdere (donkergrijze of donkerbruine) vacht en heeft hij 46 of 48 chromosomen, terwijl R. dilectus een wat lichtere vacht en altijd 48 chromosomen heeft. Binnen R. dilectus worden twee ondersoorten onderscheiden, R. d. dilectus en R. d. chakae, die verschillen in hun karyotype: R. d. dilectus heeft 2n=46, maar R. d. chakae heeft 2n=48. R. dilectus is iets kleiner dan R. pumilio. De totale lengte bedraagt 17 tot 20 cm en de staartlengte 8 tot 9 cm.